# Arbeitsgericht Frankfurt (Oder)
Das Arbeitsgericht Frankfurt (Oder), ein Gericht der Arbeitsgerichtsbarkeit, ist eines der vier brandenburgischen Arbeitsgerichte.

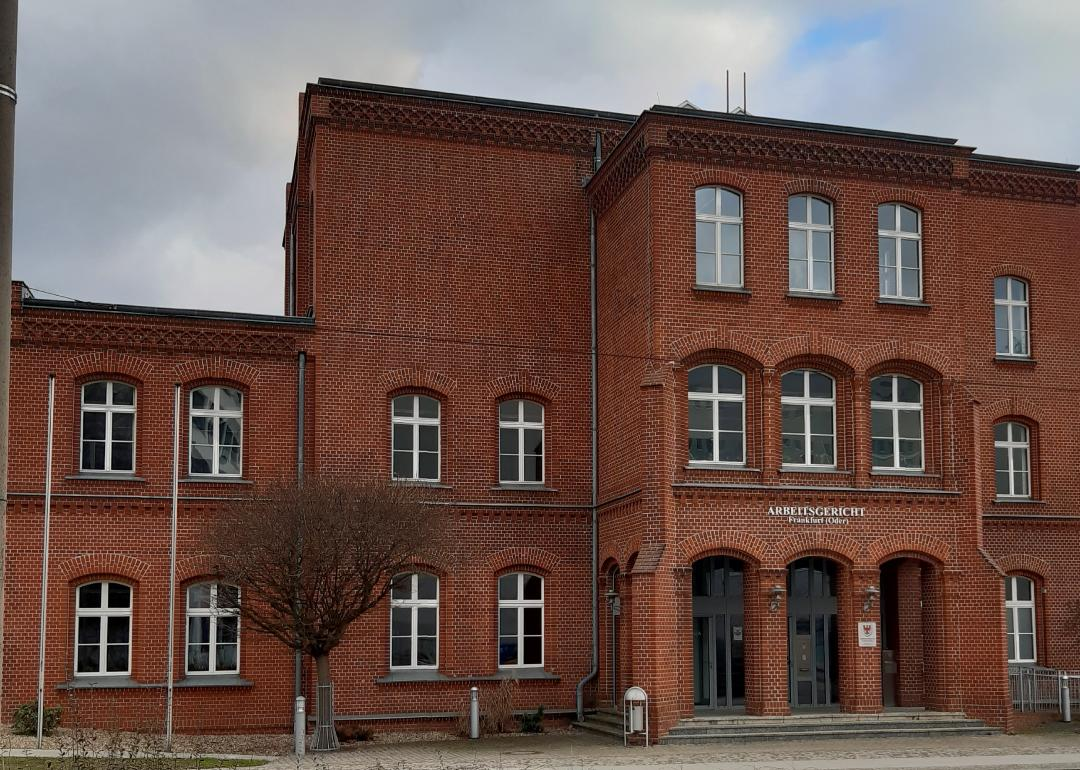
Arbeitsgericht Frankfurt (Oder)

## Gerichtssitz und -bezirk
Das Gericht hat seinen Sitz in Frankfurt (Oder) in der Gartenstraße 3.
Das Arbeitsgericht Frankfurt (Oder) ist für Rechtsstreitigkeiten aus der Stadt Frankfurt (Oder), dem Landkreis Märkisch-Oderland und dem Landkreis Oder-Spree zuständig. Mit der Aufhebung des Arbeitsgerichts Eberswalde zum 31. Dezember 2022 wurde der Gerichtsbezirk des Arbeitsgerichts Frankfurt (Oder) um die Landkreise Barnim und Uckermark vergrößert. Für diesen Teil des Gerichtsbezirks nehmen allerdings die auswärtigen Kammern des Arbeitsgerichts Frankfurt (Oder) in Eberswalde die Geschäfte wahr.

## Übergeordnete Gerichte
Dem Arbeitsgericht Frankfurt (Oder) sind das Landesarbeitsgericht Berlin-Brandenburg und im weiteren Rechtszug das Bundesarbeitsgericht übergeordnet. Bis zum 31. Dezember 2006 war das Landesarbeitsgericht Brandenburg mit Sitz in Potsdam das zuständige Landesarbeitsgericht.

## Geschichte
Gemäß Arbeitsgerichtsgesetz vom 23. Dezember 1926 wurden in Deutschland Arbeitsgerichte gebildet. Diese waren nur in der ersten Instanz unabhängig, die Landesarbeitsgerichte waren den Landgerichten zugeordnet. Am Landgericht Frankfurt (Oder) entstand so 1927 das Landesarbeitsgericht Frankfurt (Oder) als eines von zwei Landesarbeitsgerichten im Bezirk des Kammergerichtes. In Frankfurt (Oder) entstand das Arbeitsgericht Frankfurt (Oder). Sein Sprengel umfasste den Bezirke der Amtsgerichte Drossen, Frankfurt (Oder), Reppen, Schwiebus, Seelow, Zielenzig und Züllichau. Es bestand jeweils eine Kammer für Arbeiter, für Angestellte und für Handwerk. Daneben bestand eine vierte Kammer für die Mitarbeiter der Reichsbahndirektion Osten.
Nach der Besetzung Deutschlands durch die Alliierten wurden 1945 zunächst alle Gerichte geschlossen. Die ordentlichen Gerichte wurden schon bald wieder eröffnet, während die Arbeitsgerichte zunächst außer in Hamburg nicht wieder eingerichtet wurden, so dass arbeitsgerichtliche Streitigkeiten von den ordentlichen Gerichten erledigt werden mussten. Gemäß Kontrollratsgesetz 21 sollten in Deutschland Arbeitsgerichte aufgebaut werden. Für das Land Brandenburg entstand 1946 das Landesarbeitsgericht Potsdam, in Frankfurt (Oder) wurde das Arbeitsgericht neu gebildet. In der DDR bestanden 1952 bis 1963 Arbeitsgerichte auf Kreis- und Bezirksebene. Nachdem diese 1963 in die Kreis- und Bezirksgerichte integriert worden waren, gab es keine gesonderten Arbeitsgerichte mehr.
Nach der Wende wurden mit dem Gesetz zur Errichtung der Arbeitsgerichtsbarkeit im Land Brandenburg vom 21. Juni 1991 wieder Arbeitsgerichte geschaffen. Das Landesarbeitsgericht Brandenburg hatte seinen Sitz wieder in Potsdam, in Frankfurt (Oder) entstand das heutige Arbeitsgericht neu.